# Pierre van Moerbeke
Pierre van Moerbeke (Leuven, 1 de outubro de 1944) é um matemático belga.
Estudou matemática na Universidade Católica de Lovaina (UCL), onde obteve o diploma em 1966. Obteve um PhD em matemática na Universidade Rockefeller em 1972, orientado por Henry McKean. É professor de matemática na Universidade Brandeis e na UCL.
Foi palestrante convidado do Congresso Internacional de Matemáticos em Varsóvia (1983).
Recebeu o Prêmio Francqui de 1988.